# Janne Josefsson (TV-program)
Janne Josefsson är ett svenskt samhällsprogram vars första säsong består av fyra fristående delar och som hade premiär på SVT1 och SVT Play 20 februari 2020. Seriens programledare är Janne Josefsson.
I varje avsnitt tittar Janne Josefsson närmare på en aktuell samhällshändelse.

## Säsong 1, avsnittsinformation
- Avsnitt 1: Första avsnittet behandlar Rauno, en blind man som blivit misshandlad, skjuten i båda benen och sedan bostadslös.
- Avsnitt 2: Det andra avsnittet handlar om stadsdelen Kviberg i Göteborg där en bostadsrättsförening satt upp taggtråd runt lekplatsen. Syftet med taggtråden är att förhindra barnen från hyreshuset mittemot att komma in på lekplatsen.
- Avsnitt 3: Det tredje avsnittet handlar om de personer i Sverige som bor och arbetar under slavlika förhållanden.
- Avsnitt 4: Det fjärde avsnittet handlar om Zlatanstatyn som plötsligt gav upphov till hat och förstörelse.